# Vol American Airlines 1572
Le 12 novembre 1995, le vol American Airlines 1572, un vol intérieur régulier assuré par un McDonnell Douglas MD-83 en provenance de l'aéroport international O'Hare de Chicago, percute la cime de plusieurs arbres le long de la crête de la Peak Mountain puis remonte brièvement avant de perdre ses deux moteurs juste avant son atterrissage à l'aéroport international Bradley, à Windsor Locks, dans le Connecticut. 
Malgré la collision avec les arbres, les pilotes reprennent très rapidement le contrôle de l'avion en effectuant une remise de gaz, gagnant juste assez d'altitude avant la perte des deux réacteurs pour effectuer un atterrissage d'urgence sur la piste de l'aéroport, sauvant la vie des 78 passagers et membres d'équipage à bord. 

## Contexte
Le vol 1572 d'American Airlines est un vol passager régulier entre l'aéroport international O'Hare de Chicago, dans l'Illinois, et l'aéroport international Bradley, près de Hartford, dans le Connecticut, et supervisé par le commandant de bord Kenneth Lee (39 ans) et le copilote John Richards (38 ans). 
Ce vol est assuré par un McDonnell Douglas MD-83, immatriculé N566AA (numéro de série 49348/1374) et équipé de deux turboréacteurs de type Pratt & Whitney JT8D-219. Cet avion de ligne court/moyen-courrier a effectué son premier vol en 1987 et cumulé un total de 27 628 heures de vol au moment de l'accident. 

## Déroulement des faits
Le vol 1572 devait décoller de l'aéroport international O'Hare de Chicago à 21h25. Cependant, en raison du mauvais temps et du retard de plusieurs passagers en correspondance, le vol a été retardé et n'a décollé qu'à 23h05. Alors qu'ils étaient en route vers l'aéroport international Bradley, l'équipage a reçu un message ACARS concernant la météo à Hartford. Il a noté un calage altimétrique, qui indique aux pilote la pression atmosphérique de référence, de 29,42 pouces de mercure (996 hPa), ajoutant que la pression diminuait rapidement dans le secteur de l'aéroport. Le vol s'est déroulé sans incident entre Chicago et Hartford, à part le fait que l'équipage ait demandé au contrôle aérien de passer de 33 000 pieds (10 000 m) à 35 000 pieds (11 000 m), pour éviter les turbulences signalées sur le trajet.
Lors de la descente vers Hartford, les pilotes ont reçu une mise à jour des données météo à 00h30, comprenant un avertissement de cisaillement de vent et d'orages violents à l'aéroport international Bradley. À 00h32, les contrôleurs aériens ont ordonné au vol 1572 de descendre à 19 000 pieds (5 800 m). À 00h33, les contrôleurs ont conseillé au vol 1572 de descendre à 11 000 pieds (3 400 m) et ont conseillé aux pilotes d'utiliser un calage altimétrique de 29,40 pouces de mercure (996 hPa) pour Bradley. 
À 00h34, le copilote a vérifié la diffusion météo automatisée de l'ATIS (Automatic Terminal Information Service) pour Hartford et a indiqué au commandant de bord que la diffusion ATIS la plus récente datait d'environ 90 minutes. Pour des raisons inconnues, le copilote a inscrit 29,47 pouces de mercure (998 hPa) sur l'altimètre, ce qui a donné une hauteur d'environ 70 pieds (21 m). Le commandant de bord vérifie le radar météorologique de l'avion avant d'entamer l'approche de non-précision, en utilisant le VOR vers la piste 15. Ne voyant aucune cellule orageuse convective sur la trajectoire de vol, il désactive alors le radar.
À 00h49, alors que le vol 1572 entamait son approche finale, l'équipage a été informé que la tour de contrôle fermait temporairement en raison des conditions météorologiques extrêmes, qui a endommagé une des fenêtres de la tour. Le superviseur de la tour est resté sur place pour assister le vol lors de la descente. Le commandant de bord a remarqué que le pilote automatique avait des difficultés à maintenir l'altitude et à diriger l'appareil en raison des vents violents. À 8 km de l'aéroport, le MD-83 a rencontré de fortes pluies et quelques turbulences, et est descendu jusqu'à 908 pieds (277 m), qui correspond à l'altitude minimale de descente (MDA) pour l'approche. Alors que l'équipage commençait à chercher l'aéroport, l'appareil a continué sa descente en dessous de la MDA.
À 00h51, les vents à l'aéroport international Bradley ont été mesurés à 170° à 25 nœuds (46 km/h), avec des rafales à 40 nœuds (74 km/h), ainsi qu'un calage altimétrique de 29,35 pouces de mercure (994 hPa) et chutant rapidement. Cette information n'a été transmise à la tour de contrôle de Bradley qu'à 00h57, et n'a pas été transmise de l'équipage avant l'atterrissage.
À 00h55, l'alarme indiquant le taux de chute élevé de l'appareil s'est déclenchée, suivie quelques secondes plus tard par un bruit sourd alors que l'avion commençait à couper la cime des arbres le long de la Peak Mountain. Ces arbres se trouvaient sur une crête à une hauteur de 728 pieds (222 m), et la cime du premier arbre heurtée par l'avion était à une hauteur de 770 pieds (230 m). Le commandant a alors poussé les manettes des gaz à pleine puissance, mais des branches d'arbres avaient été ingérés dans les deux réacteurs, provoquant leur extinction et leur arrêt. Le commandant de bord a immédiatement abaissé les volets à 40°, dans l'espoir que cela ferait momentanément remonter l'avion. Bien qu'il ne s'agisse pas d'une procédure standard, cela a fonctionné dans une certaine mesure jusqu'à ce que l'avion percute un arbre près de l'extrémité de la piste, puis il a percuté l'équipement ILS de la piste 33, situé à l'extrémité de la piste 15, avant de s'immobiliser.
L'accident a fait un blessé léger parmi les passager, tandis que les 72 autres passagers et les 5 membres d'équipage s'en sont sortis sain et sauf. L'accident a également entraîné des dommages importants à l'avion, d'une valeur de 9 millions de dollars, et des dommages à l'équipement aéroportuaire estimé à plus de 74 000 dollars.

## Enquête
L'enquête du Conseil national de la sécurité des transports américain (NTSB) cite plusieurs causes à l'accident du vol 1572. Elle reproche d'abord à la Federal Aviation Administration (FAA) d'avoir conçu l'approche de la piste 15 sans tenir compte de la ligne de crête. 
Cependant, elle cite une erreur de pilotage comme étant la principale cause de cet accident, en raison de l'échec des pilotes à stabiliser l'approche au niveau de la MDA. L'absence de communication de la tour de contrôle quant à la mise à jour du calage altimétrique est également cité comme facteur contributif. 
Le rapport indique également qu'en raison de la chute rapide de la pression atmosphérique, l'équipage aurait dû demander un calage altimétrique plus récent à la tour : la diffusion de l'ATIS est normalement mise à jour toutes les heures ou chaque fois que les conditions météorologiques changent, et le copilote a noté que le dernier message de l'ATIS avait été diffusé 90 minutes avant l'approche.
Alors que les turbulences, les fortes pluies et le cisaillement de vent affectaient l'avion, les pilotes ont continué à le laisser descendre alors qu'ils cherchaient l'aéroport, ne remarquant que trop tard qu'ils volaient en dessous de l'altitude minimale de sécurité et que l'avion se rapprochait dangereusement du sol. 

## Conséquences
Après l'accident, le MD-83 impliqué a été réparé et remis en service ; il a continué à voler au sein de la flotte d'American Airlines jusqu'à son retrait du service et son stockage en août 2017.
La nouvelle approche sur l'aéroport international Bradley, mise à jour par la FAA et qui tient désormais compte de la présence du relief, a augmenté l'altitude de la MDA à 1 320 pieds (400 m).
La compagnie aérienne continue d'exploiter la liaison Chicago-Hartford sous le numéro de vol AA2070, en utilisant un Boeing 737-800, tandis qu'elle utilise toujours le numéro de vol AA1572 sur sa liaison Miami-Toronto et Toronto-Miami.

## Médias
L'accident a fait l'objet d'un épisode dans la série télévisée Air Crash nommé « Terreur en trois actes » (saison 22 - épisode 7).